# Dimítris Stefanákis
 (juillet 2011).
Si vous disposez d'ouvrages ou d'articles de référence ou si vous connaissez des sites web de qualité traitant du thème abordé ici, merci de compléter l'article en donnant les références utiles à sa vérifiabilité et en les liant à la section « Notes et références ».
Dimítris Stefanákis (en grec : Δημήτρης Στεφανάκης) est un écrivain grec né en 1961 à Kéa dans les Cyclades.

## Biographie
Il suit des études de droit à l'Université d'Athènes.
Il commence sa carrière en littérature par la traduction en grec d'auteurs comme Saul Bellow, John Updike, Prosper Mérimée, Margaret Atwood ou les poèmes du prix Nobel russe, Joseph Brodsky qu'il réalise en 1998.
En 2000, il publie son premier roman Fruits de saison.

## Œuvre
- 2000 : Fruits de saison (premier roman).
- 2002 : Appelle-moi Caïre
- 2005 : L’œil de la révolution a de l’achromatopsie
- 2009 : En épelant l’été
- 2010 :  Le Roi solitaire
- 2011 : Jours d’Alexandrie, prix Méditerranée étranger.

## Récompenses
- Lauréat 2011 du Prix Méditerranée étranger pour son livre Jours d’Alexandrie